# Tony Scott (regista)
Anthony David Leighton Scott, detto Tony (Tynemouth, 21 giugno 1944 – Los Angeles, 19 agosto 2012), è stato un regista, produttore cinematografico e produttore televisivo britannico, noto per il suo stile ipercinetico e patinato.
Fratello del regista Ridley Scott, ha diretto film di successo quali Top Gun, Beverly Hills Cop II - Un piedipiatti a Beverly Hills II, Una vita al massimo, L'ultimo boy scout, Nemico pubblico e Man on Fire - Il fuoco della vendetta.

## Biografia

### Inizi
Nato a Tynemouth, nella contea di Northumberland nel nord-est dell'Inghilterra, il suo primo approccio col mondo del cinema non è dietro la macchina da presa, ma davanti a essa. All'età di sedici anni, Scott recita in Boy and Bicycle, cortometraggio dell'allora ventitreenne fratello Ridley, di cui segue le orme studiando al West Hartlepool College of Art e alla Sunderland Art School. Successivamente frequenta con profitto il Royal College of Art, avendo intenzione di diventare pittore.
È il successo della compagnia del fratello, la Ridley Scott Associates (RSA), nel campo della pubblicità televisiva che attira la sua attenzione nel mondo del cinema. Come ricorda Ridley Scott: «Tony in principio voleva girare documentari. Gli proposi di non andare alla BBC, ma di venire prima da me. Sapevo della sua passione per le auto, quindi gli dissi «"Vieni a lavorare per me e nel giro di un anno avrai una Ferrari". E così fu.». Nell'arco degli anni seguenti, Scott dirige letteralmente migliaia di pubblicità per RSA, mentre supervisiona le attività della compagnia dal momento che il fratello è sempre più impegnato come regista cinematografico.
L'esperienza maturata con le pubblicità e la capacità dimostrata anche nella direzione di un adattamento letterario (The Author of Beltraffio di Henry James, realizzato per la televisione francese nel 1975 come pegno per una scommessa fatta col fratello), unite all'ottima riuscita sul grande schermo proprio in quegli anni di altri registi provenienti dal mondo della pubblicità, gli fanno pervenire molte offerte da Hollywood. Ma mentre la sua carriera sta per decollare, una tragedia colpisce la sua famiglia: il fratello maggiore Frank muore a 46 anni per un cancro alla pelle.

### Gli anni ottanta
Negli anni ottanta Scott dà avvio alla sua carriera di regista cinematografico. Tra i progetti che lo interessano c'è l'adattamento del romanzo di Anne Rice Intervista col vampiro. Ma la MGM gli propone di girare un altro film con protagonisti dei vampiri, dal titolo Miriam si sveglia a mezzanotte (1983), i cui interpreti principali sono David Bowie e Catherine Deneuve. Il film, dalla fotografia e scenografia raffinate, si distacca completamente dalla produzione di quel genere in quegli anni, col risultato di scontentare sia la critica sia il pubblico. Tale insuccesso allontana per due anni e mezzo il regista dal grande schermo e lo riporta al mondo degli spot televisivi.
L'opportunità del rilancio gli viene offerta dai produttori Don Simpson e Jerry Bruckheimer, che gli chiedono di dirigere un film intitolato Top Gun. Tra i pochi ammiratori del suo precedente film, Simpson e Bruckheimer dichiarano di aver scelto Scott principalmente dopo aver visto gli spot girati per la svedese Saab nei primi anni ottanta: negli spot, una Saab 900 turbo si ritrova a gareggiare con un jet. Sebbene lusingato, Scott all'inizio è dubbioso se accettare il lavoro:
(Tony Scott)
Il film è il più grande successo commerciale del 1986, incassa più di 176 milioni di dollari e contribuisce a fare del protagonista del film Tom Cruise una star. Nel 1987 a Scott viene proposto da Simpson e Bruckheimer di dirigere il seguito di Beverly Hills Cop, intitolato Beverly Hills Cop II con Eddie Murphy e Brigitte Nielsen.
Il film è un fallimento a livello di critica, ma è comunque uno dei migliori incassi dell'anno, anche se guadagna meno rispetto al primo capitolo della trilogia. Durante la lavorazione di Beverly Hills Cop II - Un piedipiatti a Beverly Hills II Tony ha un flirt con Brigitte Nielsen: durante quel periodo entrambi erano sposati, la Nielsen con Sylvester Stallone. Successivamente Scott ha sempre dichiarato che Brigitte è stata la causa del fallimento del suo secondo matrimonio.

### Gli anni novanta
Scott cambia rotta e dirige il cupo e violento Revenge - Vendetta (1990), con Anthony Quinn, Kevin Costner e Madeleine Stowe. La produzione però è sofferta e il film gli viene sottratto dal produttore Ray Stark, che lo rimonta perché insoddisfatto del risultato. La pellicola si rivela commercialmente poco produttiva. Sempre nel 1990, Scott ritorna dalla coppia Simpson-Bruckheimer Giorni di tuono, film in cui torna a dirigere Tom Cruise in una storia che ricalca quella di Top Gun, ma con le automobili al posto dei jet. Questa volta però il risultato è deludente per la critica, mentre la pellicola ottiene un grande successo.
Il film successivo, L'ultimo boy scout (1991), è un discreto successo con protagonista Bruce Willis, reduce dal fiasco di Hudson Hawk - Il mago del furto. Ma ormai a Scott vanno stretti i panni di regista di grandi film d'azione e cerca di rivolgere la sua attenzione a produzioni più modeste, ma di qualità. Durante un meeting gli viene presentato un ex dipendente di videoteca diventato regista, Quentin Tarantino, il quale gli offre di leggere alcune sue sceneggiature, tra queste Le iene e Una vita al massimo. Scott vuole dirigere entrambe le pellicole, ma Tarantino gli concede solo Una vita al massimo, dicendo di voler essere lui stesso a dirigere Le iene. Con un budget di 13 milioni di dollari, dunque pochissimo rispetto ai suoi precedenti quattro film, Una vita al massimo (1993) è un film ardito, esuberante, veloce, variazione sul logoro tema di Bonnie & Clyde, che si allontana dallo stile patinato che spesso veniva criticato a Scott.
Vantando un cast di primo livello, con Christian Slater, Patricia Arquette, Dennis Hopper, Christopher Walken, Gary Oldman, Brad Pitt, Tom Sizemore, Chris Penn, Val Kilmer e, in ruoli secondari, James Gandolfini e Samuel L. Jackson, Una vita al massimo è il film che aiuta a cambiare la percezione di Scott, da regista hollywoodiano ben pagato al capace autore di film d'azione. Sebbene la reazione iniziale a questo film sia tiepida come per la maggior parte dei film di Scott, rapidamente si diffonde un ampio seguito di cultori. E mentre la maggior parte della stampa rivolge le sue attenzioni sullo sceneggiatore, Quentin Tarantino, Una vita al massimo deve il suo gran ritmo e piacevolezza al lavoro del regista. Tarantino stesso confessò di essere un grande fan di Tony Scott, e fu molto soddisfatto del risultato ottenuto, al punto da consentire la registrazione di una traccia da lui commentata per l'edizione speciale in DVD.
Col film successivo Scott torna al duo Simpson-Bruckheimer per la realizzazione di un thriller dal grande budget, ma a differenza delle precedenti collaborazioni, questa mostra un rinnovato interesse nelle forti caratterizzazioni. Allarme rosso (1995), un thriller su un sottomarino interpretato da Gene Hackman e Denzel Washington, ottiene un buon successo al botteghino, confermando lo status di Tony Scott come regista di "Serie A", capace di dirigere i migliori talenti della recitazione. Nel film seguente, The Fan - Il mito, con un cast nuovamente di alto livello (Robert De Niro, Wesley Snipes, Ellen Barkin, Benicio del Toro), però si tocca forse il punto più basso della filmografia di Scott; il film non piace né alla critica né agli appassionati. Ma Scott si riscatta subito dopo, e Nemico pubblico (1998), un thriller paranoico con Will Smith e Gene Hackman, girato come una versione accelerata de La conversazione (1974) di Francis Ford Coppola, ottiene una buona accoglienza sia dalla critica che dal pubblico.

### Anni duemila
I suoi film successivi, Spy Game (2001), Man on Fire - Il fuoco della vendetta (2004) e Domino (2005) sono tecnicamente impressionanti. Del 2006 è Déjà vu - Corsa contro il tempo, ancora con Denzel Washington, thriller fantascientifico che offre una variante dei film sui paradossi temporali. Nel 2009 esce Pelham 123 - Ostaggi in metropolitana, in cui John Travolta prende in ostaggio un intero treno della metropolitana di New York, con Denzel Washington nella doppia veste di controllore-negoziatore di ostaggi. Ultimo dei suoi film d'azione è Unstoppable - Fuori controllo (2010), con protagonisti Denzel Washington e Chris Pine, due conducenti di treni che rischiano la propria vita per fermare un convoglio fuori controllo. Il film incassa 130 milioni di dollari e riceve ottime critiche, sia per la regia sia per l'interpretazione di Washington. Quello stesso anno Tony Scott conferma la notizia di essere impegnato nella realizzazione di un remake del film I guerrieri della notte (1979), ambientato in una contemporanea Los Angeles, nonché di essere al lavoro sull'ipotesi di un sequel di Top Gun insieme a Tom Cruise ma, per via della morte prematura di Scott, si concluderà nell’estate 2012 con il regista Joseph Kosinski.

### La morte
Nel pomeriggio del 19 agosto 2012 Scott si suicida, lanciandosi dal Vincent Thomas Bridge (nel distretto San Pedro di Los Angeles). Il corpo verrà ritrovato dopo poche ore. Nella sua auto, parcheggiata sopra il ponte, vengono trovati i documenti d’identità e molti messaggi per i suoi cari. Dopo circa due anni, il fratello Ridley Scott decide di rompere il silenzio chiarendo che il regista aveva un tumore cerebrale.

## Filmografia

### Regista

#### Lungometraggi
- Miriam si sveglia a mezzanotte (The Hunger) (1983)
- Top Gun (1986)
- Beverly Hills Cop II - Un piedipiatti a Beverly Hills II (Beverly Hills Cop II) (1987)
- Giorni di tuono (Days of Thunder) (1990)
- Revenge - Vendetta (Revenge) (1990)
- L'ultimo boy scout (The Last Boy Scout) (1991)
- Una vita al massimo (True Romance) (1993)
- Allarme rosso (Crimson Tide) (1995)
- The Fan - Il mito (The Fan) (1996)
- Nemico pubblico (Enemy of the State) (1998)
- Spy Game (2001)
- Man on Fire - Il fuoco della vendetta (Man on Fire) (2004)
- Domino (2005)
- Déjà vu - Corsa contro il tempo (Déjà Vu) (2006)
- Pelham 123 - Ostaggi in metropolitana (The Taking of Pelham 123) (2009)
- Unstoppable - Fuori controllo (Unstoppable) (2010)

#### Cortometraggi
- One of the Missing (1971)
- Beat the Devil (2002)
- Agent Orange (2004)

### Produttore
- Domino, regia di Tony Scott (2005)
- Numb3rs, serie televisiva, 118 episodi (2005-2010)
- Pelham 123 - Ostaggi in metropolitana (The Taking of Pelham 123), regia di Tony Scott (2009)
- A-Team (The A-Team), regia di Joe Carnahan (2010)
- Unstoppable - Fuori controllo (Unstoppable), regia di Tony Scott (2010)
- I pilastri della terra (The Pillars of the Earth), regia di Sergio Mimica-Gezzan (2010)
- The Grey, regia di Joe Carnahan (2012)
- Prometheus, regia di Ridley Scott (2012)
- Coma, regia di Mikael Salomon – miniserie TV (2012)
- Mondo senza fine (World Without End), regia di Michael Caton-Jones (2012)
- Stoker, regia di Park Chan-wook (2013)
- The East, regia di Zal Batmanglij (2013)
- Il fuoco della vendetta - Out of the Furnace (Out of the Furnace), regia di Scott Cooper (2013)

## Riconoscimenti
- BAFTA Awards
  - 1995 - Candidato al Michael Balcon Award
- DVD Exclusive Awards (DVD Premiere Award)
  - 2003: Nomination - Miglior video première per Beat the Devil (2002)
- Emmy Awards (Emmy)
  - 2000: Nomination - Miglior film per la televisione per RKO 281 - La vera storia di Quarto potere (1999)
  - 2002: Vinto - Miglior film per la televisione per Guerra imminente (2002)
  - 2008: Nomination - Miglior miniserie televisiva per The Andromeda Strain (2008)
- Fantasporto (International Fantasy Film Award)
  - 1995: Nomination - Miglior film per Una vita al massimo (1993)
- PGA Awards
  - 2003 - Candidato al Television Producer of the Year Award in Longform per Guerra imminente (2002)
- Festival Internazionale del Cinema di San Sebastián
  - 1996 - Candidato al Golden Seashell per The Fan - Il mito (1996)
- Sitges - Festival internazionale del cinema della Catalogna (Medalla Sitges en Plata de Ley)
  - 1971: Vinto - Miglior cortometraggio per One of the Missing (1971)